# Kodyma
Kodyma (em ucraniano:  Ко́дима, em polonês/polaco:  Kodyma, em romeno:  Codâma) é uma cidade da Ucrânia, situada no Oblast de Odessa. Tem 10,53 km² de área e sua população em 2020 foi estimada em 8.639 habitantes.